# Arora (браузер)
Arora — кросплатформний браузер з відкритими вихідними кодами, що використовує WebKit як рушій, написаний з використанням бібліотеки Qt. Браузер містить у собі мінімалістичний інтерфейс, використовує вкладки, простий журнал відвідувань, закладки та можливість установити користувацьку таблицю стилів.

## Історія
Оригінальний код був написаний співробітником Trolltech Бенджаміном Меєром («icefox»), одним з розробників Qt. Код був випущений як демонстраційний браузер на Qt разом із виходом версії 4.4.0, що демонструє можливості інтеграції WebKit у Qt-застосунки. Після релізу, Меєр відокремив розробку й продовжив працювати над програмою самостійно, назвавши браузер Arora.